# 头蕊兰
头蕊兰（学名：Cephalanthera longifolia），为兰科头蕊兰属下的一个植物种。